# 摩索拉斯王陵墓
摩索拉斯王陵墓，是一座位于古希腊城邦哈利卡纳苏斯（今土耳其博德魯姆）的陵墓，墓主是波斯帝国在当地的总督摩索拉斯与阿尔特米西亚二世夫妇，修建于前350年左右，是古代世界七大奇迹之一。今日英语中“陵墓”一词（mausoleum）即源自摩索拉斯的名字。

## 历史
摩索拉斯陵墓位于哈利卡纳素斯，在現今土耳其的西南方，底部建筑为长方形，面积为40公尺（120英尺）乘30公尺（100英尺），高45公尺（140英尺），其中墩座墙高20公尺，柱高12公尺，金字塔高7公尺，最顶部的马车雕像高6米建筑物被墩座墙围住，旁边以石像作装饰。顶部的雕像是四匹马拉着一架古代战车。此陵墓著名之处除了它的建筑外，还有一些雕塑。摩索拉斯陵墓的雕塑由四名著名的雕刻家 Bryaxis、萊奧卡雷斯、Scopas 和 Timotheus 制造。每人负责陵墓的其中一边。
陵墓虽然历经战火，但在很长时间内仍保持完好，后在一系列的地震中被毁坏。1494年，圣约翰骑士团夺取该地，并修建要塞抵御奥斯曼帝国，他们使用了震落的石块作为原料。1522年，传闻奥斯曼帝国要大举进攻，骑士团遂又一次挖掘陵墓，以期获得更多石料。在挖掘过程中，几位骑士发现了摩索拉斯的墓室，但当他们次日回来打开墓室准备寻找财宝时，发现整个墓室已被搬空。此事究竟是骑士团还是当地村民所为，一直无人清楚，但是后世的发掘显示，早在骑士团到来之前，墓室就多次遭到盗墓贼的掠夺。

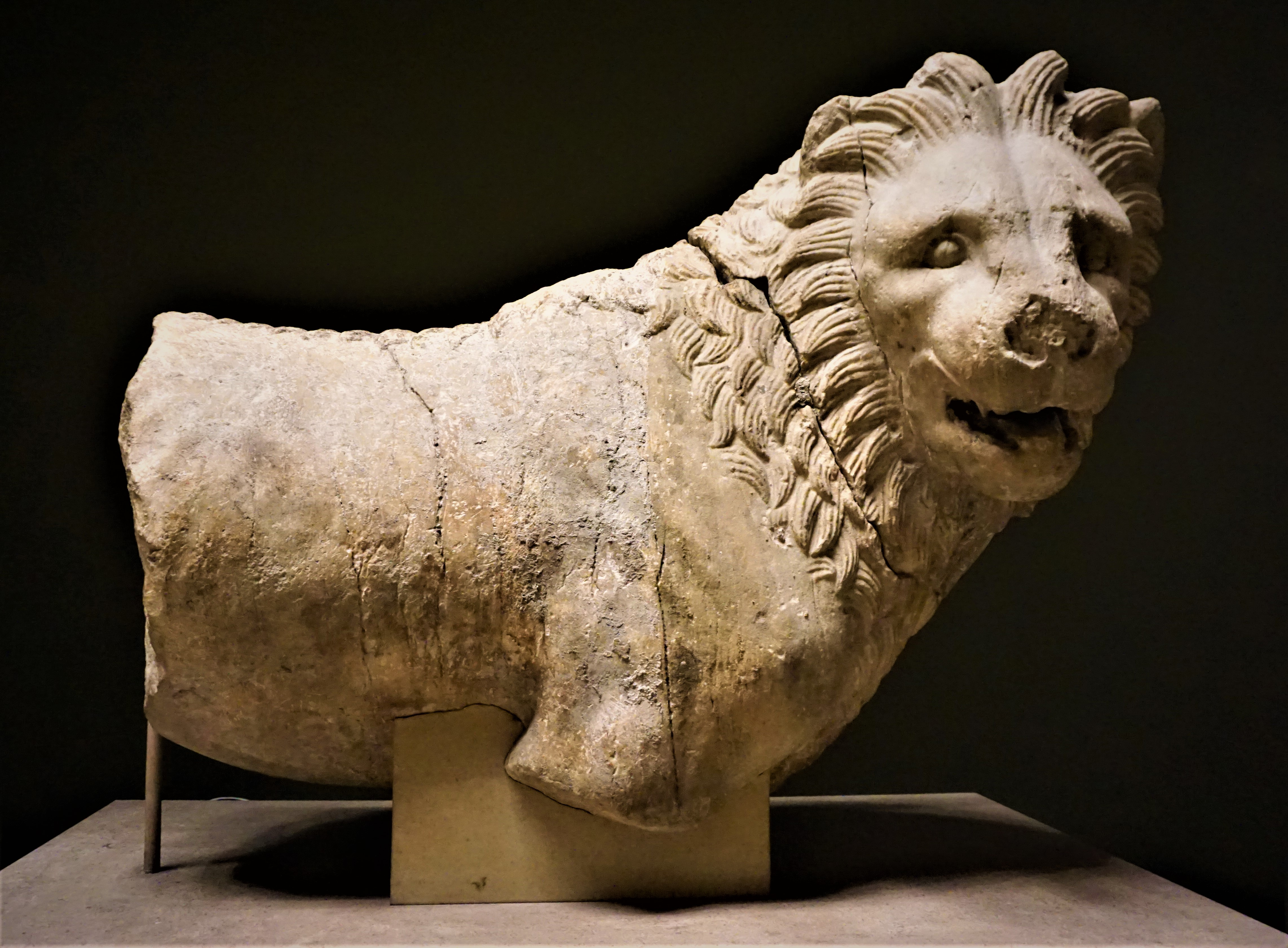
摩索拉斯王陵墓殘留的獅子石雕

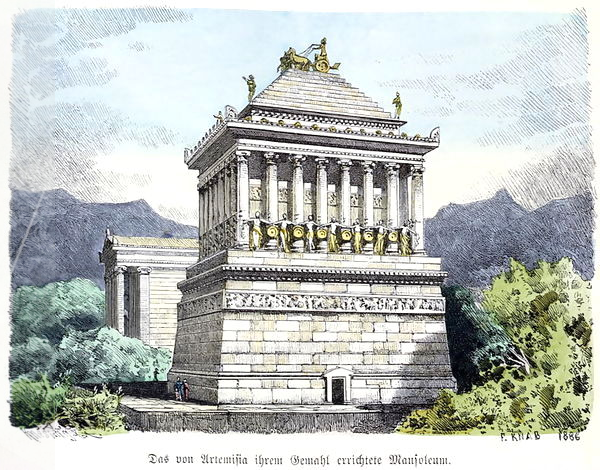
近代人想像的摩索拉斯王陵墓原貌